# Wellen
Wellen (Limburgheză: Wuèlle sau Wille) este o comună din regiunea Flandra din Belgia. Comuna este formată din localitățile Wellen, Berlingen, Herten și Ulbeek. Suprafața totală a comunei este de 26,72 km². La 1 ianuarie 2008 comuna avea o populație totală de 7.102 locuitori. 
Wellen se învecinează cu comunele Alken, Hasselt, Sint-Truiden, Kortessem și Borgloon.
1. ↑  Crossroad Bank of Enterprises, accesat în 14 iulie 2023